# Summer Night Town
「Summer Night Town」（サマーナイトタウン）是日本的女子偶像組合「早安少女組。」的第2张单曲。於1998年5月27日由zetima发售。

## 概要
- 「Summer Night Town」是早安少女組。二期成員保田圭、矢口真里、市井紗耶香加入後第一張單曲。
- 此單曲有2個版本，分別有「8cm盤」和「12cm盤」。「12cm盤」收錄了「Summer Night Town (First Live Version)」
- 在5月8日於公信榜单曲週排行榜取得第4位。

## 收錄内容

### CD

#### 8cm盤
1. Summer Night Town
（作詞・作曲：淳君　編曲：前嶋康明）
2. A MEMORY OF SUMMER '98
（作詞･作曲：淳君　編曲：前嶋康明）
3. Summer Night Town (Instrumental)

#### 12cm盤
1. Summer Night Town
2. A MEMORY OF SUMMER '98
3. Summer Night Town (Instrumental)
4. Summer Night Town (First Live Version)